# Love on My Mind
Singles de Freemasons
Watchin'
(2006)
Pistes de Unmixed
When You Touch Me
(5) Watchin'
(7)
Love on My Mind est une chanson du duo britannique Freemasons en collaboration avec Amanda Wilson. Il s'agit du premier single de leur deuxième album studio Freemasons. La chanson est partiellement une reprise de This Time Baby de Jackie Moore datant de 1979 (mélodie et quelques paroles), les paroles empruntent également au refrain d'un titre de Tina Turner : When the Heartache Is Over.

## Formats et liste des pistes
Watchin'
| No | Titre                                   | Durée |
| -- | --------------------------------------- | ----- |
| 1. | Love on My Mind (Club Mix)              | 2:47  |
| 2. | Love on My Mind (King Unique Vocal Mix) | 6:18  |
| 3. | Love on My Mind (Radio Edit)            | 2:59  |
| 4. | Love on My Mind (Dub Mix)               | 8:20  |
| 5. | Love on My Mind                         | 7:12  |
| 6. | Love on My Mind (AFTC Mix)              | 7:30  |
| 7. | Love on My Mind (King Unique Remix)     | 6:35  |

12" Maxi Legato 05/2005
- 1. 	Love On My Mind (Club Mix)		7:58
- 2. 	Love On My Mind (King Unique Remix)		7:05
- 3. 	Love On My Mind (Radio Edit)		3:42

12" Maxi Vendetta 05/2005
- 1. 	Love On My Mind (Club Mix)		7:55
- 2. 	Love On My Mind (Sharp Boys Royal House Vocal Mix)		7:06
- 3. 	Love On My Mind (King Unique Remix)		7:00

12" Maxi Oxyd 09/05/2005
- 1. 	Love On My Mind (King Unique Remix)		7:04
- 2. 	Love On My Mind (King Unique Dirty Dub)		6:37
- 3. 	Love On My Mind (Club Mix)		8:00
- 4. 	Love On My Mind (Sharp Boys Royal House Dub)		6:57

| 12" Maxi Happy 06/2005 12" Maxi Absolute Sound 09/2005 - 1. Love On My Mind (Club Mix) 7:57 - 2. Love On My Mind (Sharp Boys Royal House Dub) 6:55 - 3. Love On My Mind (King Unique Remix) 7:04 - 4. Love On My Mind (Sharp Boys Royal House Vocal Mix) 7:09 12" Maxi Ultra 07/2005 - 1. Love On My Mind (Club Mix) 7:56 - 2. Love On My Mind (King Unique Dirty Dub) 6:32 - 3. Love On My Mind (King Unique Remix) 7:00 - 4. Love On My Mind (Sharp Boys Royal House Vocal Mix) 7:06 CD-Maxi Loaded 27/07/2005 - 1. Love On My Mind (Full Intention Club Mix) 7:16 - 2. Love On My Mind (Full Intention Dub) 6:47 - 3. Love On My Mind (ATFC Remix) 9:49 - 4. Love On My Mind (ATFC Instrumental) 7:34 - 5. Love On My Mind (BN3 Vox) 8:15 - 6. Love On My Mind (Back To Philly Vocal Mix) 7:35 - 7. Love On My Mind (Coburn Remix) 6:01 - 8. Love On My Mind (Radio Edit) 3:10 CD-Single 541 22/08/2005 - 1. Love On My Mind (Radio Edit) 3:41 - 2. Love On My Mind (Club Mix) 7:58 - 3. Love On My Mind (Dub) 8:20 12" Maxi Vendetta 09/2005 - 1. Love On My Mind (Full Intention Club Mix) 7:17 - 2. Love On My Mind (BN3 Vox) 8:16 - 3. Love On My Mind (ATFC Remix) 9:50 12" Maxi Absolute Sound10/2005 - 1. Love On My Mind (Full Intention Club Mix) 7:17 - 2. Love On My Mind (ATFC Remix) 9:50 | CD-Single Ultra 13/12/2005 - 1. Love On My Mind (Radio Edit) 3:00 - 2. Love On My Mind (Club Mix) 7:59 - 3. Love On My Mind (King Unique Remix) 7:02 12" Maxi Loaded 2005 12" Maxi 1 - 1. Love On My Mind (Back To Philly Remix) 7:35 - 2. Love On My Mind (BN3 Vox) 8:15 - 3. Love On My Mind (Coburn Remix) 6:01 12" Maxi 2 - 1. Love On My Mind (Full Intention Club Mix) 7:16 - 2. Love On My Mind (Full Intention Dub) 6:47 - 3. Love On My Mind (ATFC Remix) 9:49 CD-Maxi Loaded LOAD 2005 - 1. Love On My Mind (Club Mix) 8:00 - 2. Love On My Mind (Dub) 8:20 - 3. Love On My Mind (King Unique Remix) 7:04 - 4. Love On My Mind (King Unique Dirty Dub) 6:37 - 5. Love On My Mind (Sharp Boys Royal House Vocal Mix) 7:11 - 6. Love On My Mind (Sharp Boys Royal House Dub) 6:57 CD-Maxi Sony BMG 2005 - 1. Love On My Mind (Radio Edit) 3:12 - 2. Love On My Mind (Club Mix) 7:58 - 3. Love On My Mind (Full Intention Club Mix) 7:17 - 4. Love On My Mind (TV Rock & Dirty South Mix) 7:26 - 5. Love On My Mind (King Unique Remix) 7:04 - 6. Love On My Mind (Coburn Remix) 6:00 CD-Maxi Loaded LOAD 2005 - 1. Love On My Mind (Radio Edit) 3:01 - 2. Love On My Mind (Back To Philly Remix) 7:35 - 3. Love On My Mind (Full Intention Club Mix) 7:16 - 4. Love On My Mind (King Unique Remix) 6:18 - 5. Love On My Mind (Sharp Boys Royal House Vocal Mix) 7:09 - 6. Love On My Mind (Coburn Remix) 6:00 |

## Classements par pays
| Classement                             | Meilleure position |
| -------------------------------------- | ------------------ |
| Royaume-Uni singles Chart              | 11                 |
| Pays-Bas                               | 26                 |
| Belgique (Flandre Ultratop 50 Singles) | 70                 |
| Italie (FIMI)                          | 37                 |
| Irlande                                | 38                 |
| Australie (ARIA)                       | 46                 |
| France (SNEP)                          | 70                 |
| France club 40                         | 31                 |